# Pastore (vescovo di Noli)
Pastore (... – 1263) è stato un vescovo cattolico italiano, menzionato come vescovo di Noli nel 1263.
Riguardo a Pastore non si hanno notizie di rilievo. Viene citato solamente in un atto dell'8 giugno 1263, conservato nell'archivio episcopale. Si tratta di una convenzione stipulata tra il vescovo ed il Comune di Noli.